# Italian Pro Surfer
Italian Pro Surfer è un talent show italiano trasmesso su Italia 1 nel 2016.

## Concept
8 tra i migliori surfisti italiani (4 maschi e 4 femmine, 4 longboarder e 4 shortboarder) si sfidano in diverse prove e allenamenti di surf lungo la costa del Marocco. A ogni puntata si vede un'eliminazione. Gli ultimi due rimasti verranno incoronati "king e queen del surf italiano".
Il programma è condotto dalle Donatella, mentre come coach e giudici vi sono Alessandro Marcianò e David Pecchi, affiancati da un giudice esterno che varia ogni puntata.

## Concorrenti
| Nome                 | Nickname          | Sesso   | Tipo di tavola | Stance  | Età | Provenienza   | Bonus Onda | Onde secche    | Puntata di eliminazione | Punteggio finale |
| -------------------- | ----------------- | ------- | -------------- | ------- | --- | ------------- | ---------- | -------------- | ----------------------- | ---------------- |
| Federico Nesti       | Nestibuss         | Maschio | Longboard      | Goofy   | 20  | Tirrenia      | 2 (1, 4)   | 3 (3, 4, 5)    | Sesta                   | 250              |
| Davide Onorato       | Ono               | Maschio | Longboard      | Regular | 32  | Recco         | 1 (3)      | 2 (2, 3)       | Terza                   | 107,5            |
| Valeria Patriarca    | Blondie           | Femmina | Shortboard     | Regular | 18  | Roma          | 0          | 2 (3, 4)       | Sesta                   | 222,5            |
| Valentina Vitale     | Barbie Camionista | Femmina | Shortboard     | Goofy   | 31  | Roma          | 2 (4, 5)   | 1 (1)          | Vincitrice              | 223,5            |
| Alessandro Demartini | Alex              | Maschio | Shortboard     | Goofy   | 23  | Chiavari      | 1 (2)      | 0              | Vincitore               | 268,5            |
| Filippo Orso         | Filo              | Maschio | Shortboard     | Goofy   | 28  | Pietra Ligure | 2 (3, 5)   | 4 (1, 2, 4, 5) | Quinta                  | 203              |
| Camilla Michetti     | Lina              | Femmina | Longboard      | Goofy   | 26  | Viareggio     | 1 (1)      | 1 (2)          | Seconda                 | 48,5             |
| Alexia RIzzardi      | Psycho            | Femmina | Longboard      | Regular | 25  | Roma          | 1 (2)      | 4 (1, 2, 3, 4) | Quarta                  | 62,5             |

## Puntate
| Puntata | Partecipanti | Tavola     | Luogo     | Spot              | Prova Game                   | Bonus Onda           | Giudice esterno   | Zona eliminazione                   | Eliminazione       |
| ------- | ------------ | ---------- | --------- | ----------------- | ---------------------------- | -------------------- | ----------------- | ----------------------------------- | ------------------ |
| 1       | 8            | Longboard  | Marrakech | "The Bay"         | Longboard (skateboard)       | Camilla e Federico   | Christian Panucci | Filippo, Davide, Alexia e Valentina | Nessuno            |
| 2       | 8            | Shortboard | Imsouane  | "The Cathedral"   | Caccia al tesoro a Essaouira | Alexia e Alessandro  | Giorgia Palmas    | Filippo, Davide, Camilla e Alexia   | Camilla            |
| 3       | 7            | Longboard  | Taghazout | Spiaggia di Tamri | Salvataggio su moto d'acqua  | Davide e Filippo     | Luca Marin        | Alexia, Valeria, Davide e Federico  | Davide             |
| 4       | 6            | Shortboard | Taghazout | Anchor Point      | Stand up paddle              | Valentina e Federico | Giulia Michelini  | Alexia, Valeria, Filippo, Federico  | Alexia             |
| 5       | 5            | Longboard  | Legzira   | "Secret Spot"     | Kayak, quiz e corsa          | Valentina e Filippo  | Alessandro Borghi | Federico e Filippo                  | Filippo            |
| 6       | 4            | Shortboard | Sidi Ifni | Lion              | Nessuna                      | Nessuno              | Garret McNamara   | Prova speciale: Ultima Onda         | Valeria e Federico |

## Punteggi
|                  | Alexia | Valentina | Camilla | Valeria | Alessandro | Federico | Filippo | Davide |
| ---------------- | ------ | --------- | ------- | ------- | ---------- | -------- | ------- | ------ |
| Prima Puntata    | 30     | 39        | 43,5    | 46      | 52,5       | 49,5     | 39      | 45     |
| Seconda Puntata  | 7,5    | 41        | 5       | 23      | 35,5       | 33,5     | 40      | 31     |
| Terza Puntata    | 25     | 40        |         | 36      | 49,5       | 41,5     | 45      | 41,5   |
| Quarta Puntata   | 0      | 40,5      |         | 37,5    | 38         | 43       | 34,5    |        |
| Quinta Puntata   |        | 34        |         | 42,5    | 50         | 41,5     | 44,5    |        |
| Sesta Puntata    |        | 29        |         | 37,5    | 43         | 41       |         |        |
| Punteggio finale | 62,5   | 223,5     | 48,5    | 222,5   | 268,5      | 250      | 203     | 107,5  |